# أقمار الأرض الافتراضية
الفرضيات حول وجود أقمار أخرى للأرض وهو وجود واحد أو أكثر من الأقمار الطبيعية غير القمر والتي تدور في مدار حول الأرض كانت موجودة لبعض الوقت. اقترح العديد منها لكن لم يؤكد وجود أياً منها. ومنذ القرن التاسع عشر، دأب العلماء للبحث عن أقمار أخرى للأرض، ولكن الإمكانية كانت أيضا موضوعًا لعدد من العمليات غير العلمية المشكوك فيها والتكهنات فضلاً عن عدد من الخدع المحتملة.
على الرغم من أن القمر هو القمر الطبيعي الوحيد التابع لكوكب الأرض، إلا أن هناك عدد من الأجرام القريبة من الأرض والتي لها مدارات في رنين مداري مع الأرض. هذهِ الأجرام سُميت -بصورة غير دقيقة- بأنها الأقمار الثانية أو الثالثة لكوكب الأرض.

## تاريخيا

### قمر بيتي
الادعاء الأول بوجود قمر آخر للأرض كان بواسطة عالم الفلك الفرنسي فريديريك بيتي، مدير مرصد تولوز والذي أعلن في عام 1846 أنه اكتشف قمراً ثانياً في مدار إهليجي حول كوكب الأرض.
قدّم هذا الادعاء أيضا ليبون وداسييه في تولوز، ولاريفيه في مرصد أرتيناك خلال وقت مبكر من مساء يوم 21 مارس 1846.
كان قمر بيتي جزءا من نقطة لغز في رواية جول فيرن في عام 1870 رواية الخيال العلمي حول القمر.

### أقمار والتماث
في عام 1898 في هامبورغ أعلن العالم الدكتور جورج والتماث أنه حدد نظاما مكونا من أقمار صغيرة تدور حول الأرض. كان قد بدأ بحثه عن أقمار ثانوية بناء على أطروحة مفادها أن شيئا ما يؤثر جذبويا على مدار القمر.
وصف والتماث أحد الأقمار المقترحة بأنها تقع على بُعد 1,030,000 كيلومتر (640,000 ميل) من الأرض ويبلغ قطرها 700 كيلومتر (430 ميل) ، وتمتلك فترة مدارية تُقدر بمائة وتسعة عشر يوما، ودور مداري يقدر بمائة وسبعة عشر يوما. قال أيضا أن لا يعكس ما يكفي من أشعة الشمس لملاحظته بدون تليسكوب، وأنه لا يمكن رؤيته إلا في أوقات معينة كما قدم بعض التكهنات والتوقعات لمواعيد الظهور القادمة. كما قال أنه يضئ أحيانا ليلا كالشمس لكن لساعة أو نحو ساعة.

### ادعاءات أخرى
في عام 1918، المنجم والتر جورنولد، المعروف أيضا باسم سيفاريال ادعى بأنه تأكد من وجود أقمار والتماث حيث أطلق عليها اسم ليلث. ادعى سيفاريال أن ليلث هو قمر مظلم لذا فهو غير مرئي معظم الوقت كما ادعى أنه أول شخص في التاريخ يراه أثناء عبوره أمام الشمس.
في عام 1926 نشرت مجلة العلوم Die Sterne نتائج عالم الفلك الهاوي ف. شبيل والذي ادعى أنه تمكن من رؤية قمر ثان للأرض وبوضح.
في أواخر الستينات ادعى جون بارجبي أنه لاحظ أكثر من عشرة أقمار طبيعية لكوكب الأرض إلا أن هذا لم يتم تأكيده.

### الحالة الحديثة

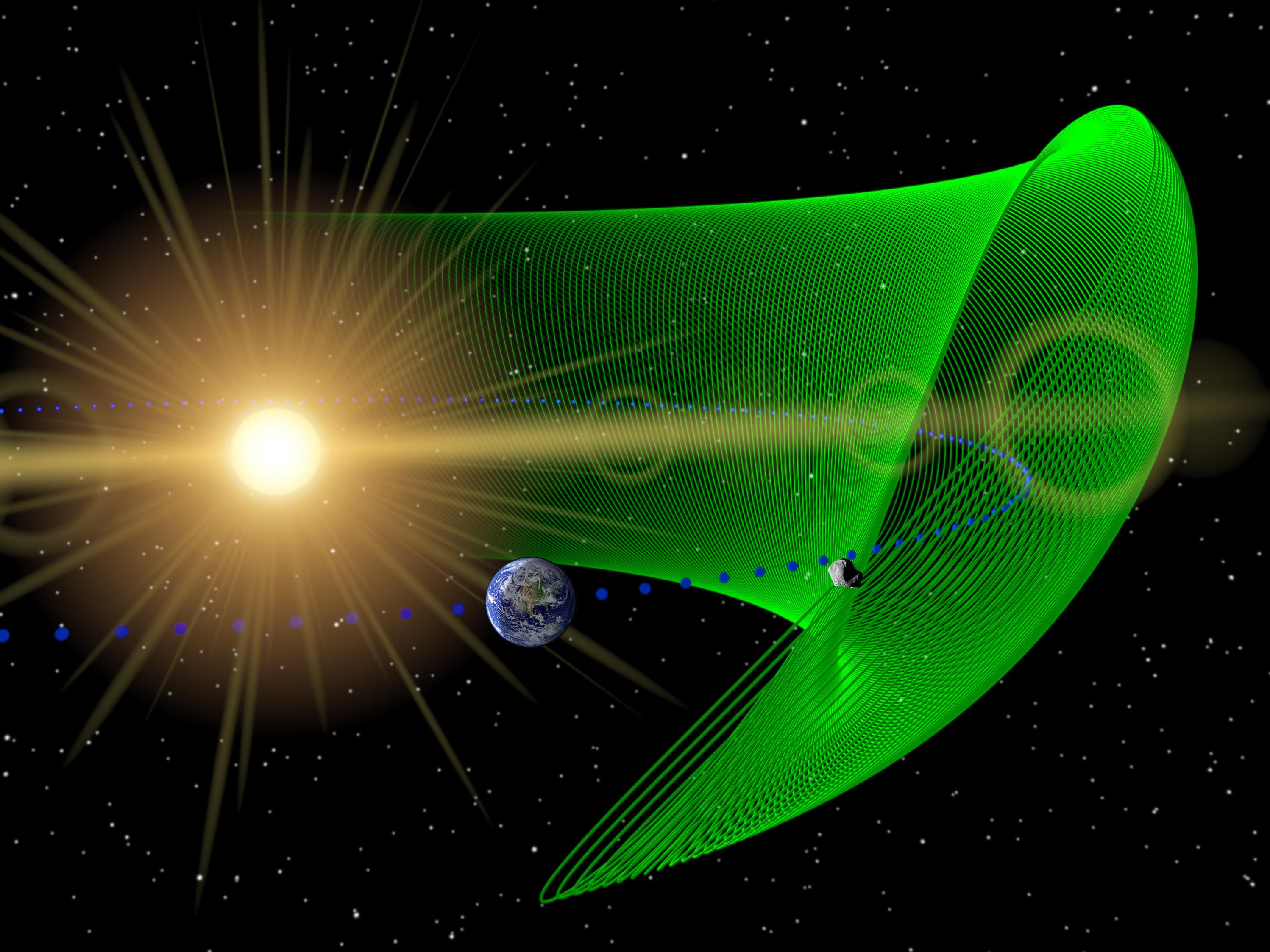
يمتلك مسارا حلزونيا (الأخضر) بالنسبة إلى الأرض وإلى مداره (النقاط الزرقاء)

اكتشف أنه يمكن أسر أجرام صغيرة مؤقتاً كما ظهر في RH120 وهو جرم صغيرة تم أسره في مدار الأرض في عام 2006.
في عام 2010، اكتشف أول طروادة أرضية بواسطة مستكشف الأشعة تحت الحمراء واسعة المجال وهو حالياً يسمى 2010 TK7.
في عام 2011، اقترح عالمي الفلك إريك أسفاجوس ومارتن جوتزي نموذجا يقول بوجود قمر ثان للأرض منذ 4.5 بليون سنة، والذي اصطدم بالقمر لاحقا كجزء من عملية تكوين القمر.

## أشباه الأقمار والطروادات

مدار الأرض ومدار شبيه الأقمار كروثني

عند الرصد من الأرض، يتتبع كروثني المسار الأصفر والذي لا يبدو بأنه يدور حول الشمس

على الرغم من عدم وجود أي قمر آخر للأرض حتى اللحظة، إلا أن هناك العديد الأجرام القريبة من الأرض والتي تتواجد في رنين مداري 1:1، والتي تعرف باسم أشباه الأقمار. تدور أشباه الأقمار حول الشمس من نفس المسافة كالكواكب، بدلا من الدوران حول الكوكب نفسه. دورانها عادة ما يكون غير مستقر كما أنها قد تسقط في رنين مداري آخر أو تسقط في مدار آخر لآلاف السنين. أشباه الأقمار لكوكب الأرض تشمل 2010 SO16, (164207) 2004 GU9,
(277810) 2006 FV35, 2002 AA29, 2014 OL339, 2013 LX28, 2016 HO3
وكرويثن 2753 Cruithne.تم اكتشاف كرويثن في عام 1986، وهو يدور حول الشمس في مدار بيضاوي الشكل ولكن يظهر بأنه مدار حدوة حصان عند النظر إليه من الأرض. وذهب البعض بعيدا إلى تسمية كرويثن «القمر الثاني للأرض».
الفرق الرئيسي بين الأقمار وأشباه الأقمار هو أن مدار قمر الأرض يعتمد أساسيا على جاذبية نظام الأرض-القمر، في حين أن مدار أشباه الأقمار بالكاد يستأثر إذا تم إخفاء كلا من الأرض والقمر لأن أشباه الأقمار تدور حول الشمس في مدار شبيه بمدار الأرض في منطقة قريبة من الأرض.

## أقمار مؤقتة
في 14 أيلول / سبتمبر 2006، تم اكتشاف جرم يُقدر بخمسة أمتار في القُطر في مدار شبه قطبي للأرض. في البداية تم الاعتقاد أنه مرحلة ثالثة لرحلة زحل أبولو 12، إلا أنه تقرر في وقت لاحق أنه كويكب وسُمّي 2006 RH120. الكويكب دخل ثانية إلى المدار الشمسي بعد 13 شهرا ومن المتوقع عودته إلى الأرض بعد 21 عاما.
في 3 أكتوبر 2015، تم اكتشاف وجود جرم صغير يدور حول الأرض كل 23 يوما تقريبا وأنه لا يزال يدور منذ عام 2009. تم تسميته WT1190F مؤقتا. اصطدم الجرم بسطح الأرض في 13 نوفمبر 2015 عند الساعة 06:18:34.3 (±1.3 ثانية) بالتوقيت العالمي.

## للمزيد من القراءة
- ورقة بحثية تصف مدارات حدوة الحصان.
- Willy Ley: "Watchers of the Skies", The Viking Press NY,1963,1966,1969
- Carl Sagan, Ann Druyan: "Comet", Michael Joseph Ltd, 1985, (ردمك 0-7181-2631-9)

- Tom van Flandern: "Dark Matter, Missing Planets & New Comets. Paradoxes resolved, origins illuminated", North Atlantic Books 1993, (ردمك 1-55643-155-4)

- Joseph Ashbrook: "The Many Moons of Dr Waltemath", Sky and Telescope, Vol 28, Oct 1964, p. 218, also on pp. 97–99 of "The Astronomical Scrapbook" by Joseph Ashbrook, Sky Publ. Corp. 1984, (ردمك 0-933346-24-7)

- Delphine Jay: "The Lilith Ephemeris", American Federation of Astrologers 1983, (ردمك 0-86690-255-4)

- William R. Corliss: "Mysterious Universe: A handbook of astronomical anomalies", Sourcebook Project 1979, (ردمك 0-915554-05-4), p 146–157 "Other moons of the Earth", pp. 500–526 "Enigmatic objects"

- Clyde Tombaugh: Discoverer of Planet Pluto, David H. Levy, Sky Publishing Corporation, March 2006
- Richard Baum & William Sheehan: "In Search of Planet Vulcan" Plenum Press, New York, 1997 (ردمك 0-306-45567-6), QB605.2.B38

## وصلات خارجية
- Earth’s Other Moon
- The Earth's Second Moon, 1846–present
- A detailed explanation of secondary moon theories
- Have astronomers discovered Earth's second moon?
- Near-Earth asteroid 3753 Cruithne --Earth's curious companion--